# Оман Клуб
«Оман Клуб» (араб. نادي عمان) — оманський футбольний клуб, що базується в місті Маскат, і виступає в Оманській професіональній лізі.

## Історія
Заснований в 1942 році «Оман Клуб» перший і єдиний раз став чемпіоном країни з футболу в сезоні 1996/97.
Ще раніше, у сезоні 1993/94, «Оман Клуб» взяв участь в Азійському кубку чемпіонів. Спочатку він розгромив у першому раунді пакистанський «Пакистан Армі», потім зайняв друге місце в своїй групі, програвши японському «Верді Кавасакі» і перемігши ліванський «Аль-Ансар». У півфіналі, в Таїланді, оманці розібралися з китайським клубом «Ляонін» з результатом 4:1. У фіналі вони поступилися господарям фінального турніру, команді «Тай Фармерз Банк», з рахунком 1:2.
З початку XXI століття «Оман Клуб» тричі вилітав з Оманської ліги в сезонах 2005/06, 2007/08 і 2012/13. Якщо в перших двох випадках команда поверталася в еліту османського футболу після першої ж спроби, то в останньому випадку на це знадобилося три роки.

## Досягнення
- Чемпіон Оману (1): 1996/97
- Володар Кубка Оману (2): 1979/80, 1994/95